# Changyuan
Changyuan (în chineză simplificată: 长垣市; chineză tradițională: 長垣市; pinyin: Chángyuán Shì) este un oraș la nivel de comitat în estul provinciei Henan, China, învecinat la est cu provincia Shandong. În trecut a fost sub administrarea orașului prefectoral Xinxiang⁠(d), dar de la 1 ianuarie 2014 este administrat direct de provincie.

## Administrare
Subdistricte:
- Subdistrictul Puxi (蒲西街道), Subdistrictul Pudong (蒲东街道), Subdistrictul Nanpu (南蒲街道), Subdistrictul Pubei (蒲北街道)

Orașe:
- Dingluan (丁栾镇), Xiangxiang (樊相镇), Weizhuang (魏庄镇), Naoli (恼里镇), Changcun (常村镇), Zhaodi (赵堤镇), Menggang (孟岗镇), Mancun (满村镇)

Municipii:
- Municipiul Lugang (芦岗乡), Municipiul Miaozhai (苗寨乡), Municipiul Fangli (方里乡), Municipiul Wuqiu (武邱乡), Municipiul Shejia (佘家乡), Municipiul Zhangsanzhai (张三寨乡)

## Clima
| Date climatice pentru Changyuan (2001–2020 normals, extremes 1981–2010) | Date climatice pentru Changyuan (2001–2020 normals, extremes 1981–2010) | Date climatice pentru Changyuan (2001–2020 normals, extremes 1981–2010) | Date climatice pentru Changyuan (2001–2020 normals, extremes 1981–2010) | Date climatice pentru Changyuan (2001–2020 normals, extremes 1981–2010) | Date climatice pentru Changyuan (2001–2020 normals, extremes 1981–2010) | Date climatice pentru Changyuan (2001–2020 normals, extremes 1981–2010) | Date climatice pentru Changyuan (2001–2020 normals, extremes 1981–2010) | Date climatice pentru Changyuan (2001–2020 normals, extremes 1981–2010) | Date climatice pentru Changyuan (2001–2020 normals, extremes 1981–2010) | Date climatice pentru Changyuan (2001–2020 normals, extremes 1981–2010) | Date climatice pentru Changyuan (2001–2020 normals, extremes 1981–2010) | Date climatice pentru Changyuan (2001–2020 normals, extremes 1981–2010) | Date climatice pentru Changyuan (2001–2020 normals, extremes 1981–2010) |
| Luna                                                                    | Ian                                                                     | Feb                                                                     | Mar                                                                     | Apr                                                                     | Mai                                                                     | Iun                                                                     | Iul                                                                     | Aug                                                                     | Sep                                                                     | Oct                                                                     | Nov                                                                     | Dec                                                                     | Anual                                                                   |
| ----------------------------------------------------------------------- | ----------------------------------------------------------------------- | ----------------------------------------------------------------------- | ----------------------------------------------------------------------- | ----------------------------------------------------------------------- | ----------------------------------------------------------------------- | ----------------------------------------------------------------------- | ----------------------------------------------------------------------- | ----------------------------------------------------------------------- | ----------------------------------------------------------------------- | ----------------------------------------------------------------------- | ----------------------------------------------------------------------- | ----------------------------------------------------------------------- | ----------------------------------------------------------------------- |
| Maxima medie °C (°F)                                                    | 5.1 (41,2)                                                              | 9.0 (48,2)                                                              | 15.8 (60,4)                                                             | 21.6 (70,9)                                                             | 27.1 (80,8)                                                             | 32.2 (90)                                                               | 32.0 (89,6)                                                             | 30.5 (86,9)                                                             | 26.8 (80,2)                                                             | 21.6 (70,9)                                                             | 13.6 (56,5)                                                             | 6.6 (43,9)                                                              | 20,16 (68,28)                                                           |
| Media zilnică °C (°F)                                                   | 0.1 (32,2)                                                              | 3.7 (38,7)                                                              | 10.0 (50)                                                               | 15.8 (60,4)                                                             | 21.5 (70,7)                                                             | 26.4 (79,5)                                                             | 27.4 (81,3)                                                             | 26.0 (78,8)                                                             | 21.6 (70,9)                                                             | 16.0 (60,8)                                                             | 8.4 (47,1)                                                              | 1.8 (35,2)                                                              | 14,89 (58,81)                                                           |
| Minima medie °C (°F)                                                    | −3.6 (25,5)                                                             | −0.4 (31,3)                                                             | 5.2 (41,4)                                                              | 10.7 (51,3)                                                             | 16.4 (61,5)                                                             | 21.3 (70,3)                                                             | 23.7 (74,7)                                                             | 22.5 (72,5)                                                             | 17.6 (63,7)                                                             | 11.7 (53,1)                                                             | 4.3 (39,7)                                                              | −1.8 (28,8)                                                             | 10,63 (51,14)                                                           |
| Minima istorică °C (°F)                                                 | −15.6 (3,9)                                                             | −13.3 (8,1)                                                             | −8 (17,6)                                                               | −0.4 (31,3)                                                             | 5.1 (41,2)                                                              | 12.2 (54)                                                               | 17.6 (63,7)                                                             | 12.4 (54,3)                                                             | 7.7 (45,9)                                                              | −2.3 (27,9)                                                             | −11.9 (10,6)                                                            | −15.4 (4,3)                                                             | −15,6 (3,9)                                                             |
| Precipitații mm (inches)                                                | 7.4 (0.291)                                                             | 10.5 (0.413)                                                            | 17.1 (0.673)                                                            | 34.9 (1.374)                                                            | 53.1 (2.091)                                                            | 69.2 (2.724)                                                            | 159.6 (6.283)                                                           | 131.7 (5.185)                                                           | 69.0 (2.717)                                                            | 29.7 (1.169)                                                            | 25.6 (1.008)                                                            | 7.6 (0.299)                                                             | 615,4 (24,228)                                                          |
| Umiditate [%]                                                           | 62                                                                      | 59                                                                      | 58                                                                      | 63                                                                      | 64                                                                      | 61                                                                      | 76                                                                      | 79                                                                      | 73                                                                      | 67                                                                      | 67                                                                      | 64                                                                      | 66,1                                                                    |
| Nr. de zile cu precipitații (≥ 0.1 mm)                                  | 3.1                                                                     | 3.6                                                                     | 4.3                                                                     | 5.0                                                                     | 6.1                                                                     | 7.3                                                                     | 10.1                                                                    | 9.2                                                                     | 7.4                                                                     | 5.8                                                                     | 5.1                                                                     | 2.9                                                                     | 69,9                                                                    |
| Nr. mediu de zile cu ninsoare                                           | 3.7                                                                     | 3.2                                                                     | 1.0                                                                     | 0.3                                                                     | 0                                                                       | 0                                                                       | 0                                                                       | 0                                                                       | 0                                                                       | 0                                                                       | 1.2                                                                     | 2.5                                                                     | 11,9                                                                    |
| Ore însorite                                                            | 118.0                                                                   | 126.9                                                                   | 174.2                                                                   | 201.9                                                                   | 219.6                                                                   | 196.2                                                                   | 173.4                                                                   | 169.4                                                                   | 157.6                                                                   | 151.3                                                                   | 135.5                                                                   | 125.0                                                                   | 1.949                                                                   |
| Sursă: Administrația Meteorologică din China                            |                                                                         |                                                                         |                                                                         |                                                                         |                                                                         |                                                                         |                                                                         |                                                                         |                                                                         |                                                                         |                                                                         |                                                                         |                                                                         |

## Economie
Changyuan este o bază industrială importantă. În special, orașul are o capacitate de producție de 260.000 de macarale pe an, constituind 68% din piața chineză a macaralelor. Alte industrii grupate în jurul orașului sunt echipamentele medicale, materialele de igienă și materialele anticorozive. Orașul a fost numit „capitala chineză a consumabilelor medicale”. Probabil, fermierii locali au început să producă bețișoare din bumbac în anii 1970, punând bazele acestei industrii.